# 柘植忠司
柘植 忠司（つげ ただし、1973年7月28日 - ）は、元山口朝日放送(yab)のアナウンサー、アナウンス部長。

## 略歴
岐阜県多治見市出身。駒沢大学法学部政治学科卒業、1996年岐阜放送に入社、アナウンサーとして活動する。2001年、山口朝日放送に移籍。以後、ニュースキャスター、スポーツ実況、情報番組司会など担当。
2015年3月末日をもってアナウンス部門から離れた。
その後、営業部へ異動。
2018年３月に報道部へ異動。下関支社記者。2020年、制作を手掛けたドキュメンタリー番組「視界不良～揺れる商業捕鯨再開～」が民放連盟賞中国四国地区報道部門で優秀賞を受賞。
2021年3月に報道制作センターへ異動。
部長(アナウンス担当)に就任すると共に
6年振りにアナウンサーに復帰したが、2024年4月よりホームページよりプロフィールが削除され、再びアナウンサー職から離れる。

## 過去の担当番組
- ステーションY（2003年 - 2009年）
- 青い空が好きっ!（2006年 - 2009年） - ナレーション
- どきどきマルシェ（2013年 - 2015年）
- yabニュース
- 高校野球実況
- Jリーグ中継